# Pseudonoorda
Pseudonoorda là một chi bướm đêm thuộc họ Crambidae.